# نهر أليغري (غوابوري)
نهر أليغري ( (بالبرتغالية: Rio Alegre‏) ) هو نهر في ولاية ماتو جروسو ، البرازيل.

## دورة
يرتفع نهر أليغري على مساحة 120,092 هكتارًا (296,750 فدانًا) من منتزه سانتا باربرا سييرا الحكومي، الذي تم إنشاؤه في عام 1997. يتدفق في اتجاه الشمال الغربي عمومًا، ويستقبل نهر باربادو على يساره، ثم يتدفق شمالًا حتى يصل إلى نهر غوابوري .